# جوزيف تي. كاري
جوزيف تي. كاري هو سياسي أمريكي، ولد في 24 يوليو 1895 في سانت جوزيف في الولايات المتحدة، وتوفي في 21 أغسطس 1961. نشط حزبياً في الحزب الديمقراطي. وقد انتخب عضو مجلس نواب لويزيانا ‏.